# Élections législatives israéliennes de 2021
Les élections législatives israéliennes de 2021 ont lieu de manière anticipée le 23 mars 2021 en Israël pour désigner les 120 membres de la Knesset.
Ces élections sont organisées de manière anticipée pour la quatrième fois consécutive en moins de deux ans à la suite de l'échec de la Knesset à adopter un budget pour l'année 2020.
Le Likoud du Premier ministre Benyamin Netanyahou recule mais demeure la première force à la Knesset, avec un quart des sièges. Aucune coalition sortante ne dispose d'une majorité en mesure de gouverner. Yaïr Lapid finit par former un gouvernement, provoquant une alternance.

## Contexte
Initialement prévues pour le 31 octobre 2024 au plus tard, les élections se déroulent de manière anticipée après l'échec de l'adoption du budget 2020.

### Gouvernement de coalition Likoud-Bleu et blanc
Le 26 mars 2020, Benny Gantz est élu président de la Knesset dans le cadre de négociations avec le Likoud pour la formation d'un gouvernement d’union nationale en pleine 
pandémie de Covid-19. L'élection de Gantz empêche ainsi celle du centriste libéral Meir Cohen, dont l'éventuelle élection était considérée comme une ligne rouge pour rompre les négociations par le Likoud. Cette décision ne fait pas l’unanimité parmi ses alliés et met fin à la coalition Bleu et blanc telle qu’elle se présentait aux élections législatives, le parti de Gantz, Hosen L'Yisrael, en étant écarté. Le 29 mars, il est convenu que seul ce dernier parti reste au sein de la coalition, les deux autres formant le bloc Yesh Atid-Telem.
Comme en novembre 2019, le président charge la Knesset de désigner un candidat pour former le prochain gouvernement. Cependant, le 20 avril, Gantz et Netanyahou annoncent la formation d'un gouvernement d'union nationale. Il est prévu que Benyamin Netanyahou reste Premier ministre pendant 18 mois, avant que Gantz ne lui succède pour 18 mois dans le cadre d’un accord de rotation légalement contraignant. En attendant, celui-ci serait ministre de la Défense,. Enfin, la rotation intervient automatiquement sans nouveau vote, et en cas d'élections anticipées, Gantz serait investi Premier ministre pour assurer l'intérim.
Le 7 mai, l'accord est approuvé par la Knesset et Netanyahou, ayant obtenu le soutien de 72 députés, est formellement chargé de former un gouvernement. Celui-ci est constitué le 17 mai,,, après des jours de reports liés à des désaccords au sein du Likoud et de son bloc de droite pour l'attribution des portefeuilles ministériels.

### Dissolution de la Knesset
Le 3 décembre 2020, Benny Gantz apporte son soutien à une motion de l'opposition visant à dissoudre la Knesset.
L'accord de coalition prévoit une rotation à la condition qu'un budget unique soit adopté d'ici le 23 décembre 2020. Alors que la date butoir s'approche, la Knesset rejette une proposition de Bleu et blanc de séparer les deux budgets et de différer leur adoption, provoquant la dissolution du Parlement.

## Mode de scrutin

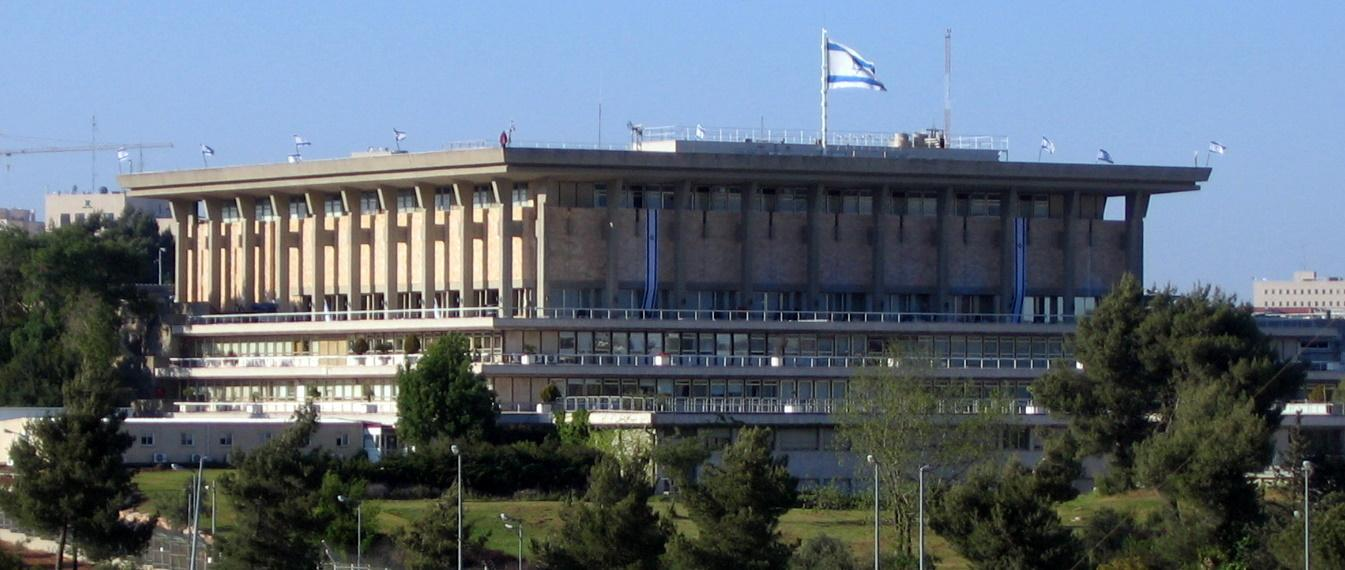
Bâtiment de la Knesset à Jérusalem.

Israël est doté d'un parlement unicaméral, la Knesset, dont les 120 sièges sont pourvus tous les quatre ans, au plus tard le troisième mardi du mois hébraïque de heshvan, au scrutin proportionnel plurinominal avec listes bloquées et seuil électoral de 3,25 % dans une seule circonscription nationale. Après décompte des voix, les sièges sont répartis à la proportionnelle aux candidats de tous les partis ayant franchi ce seuil, sur la base du quotient simple et de la méthode de la plus forte moyenne, dans l'ordre de leurs positions sur les listes.

## Forces en présence
Le tableau ci-dessous présente les principaux partis ou coalitions en lice pour le scrutin. Certains partis mineurs des coalitions peuvent ne pas y être représentés.
| Partis ou coalitions | Partis ou coalitions        | Idéologie | Dirigeants          | Résultats en 2020           |
| --- | --------------------------- | --- | ------------------- | --------------------------- |
| | Likoud                      | Centre droit à extrême droite National-libéralisme, conservatisme                                                                                | Benyamin Netanyahou | 29,46 % des voix 36 députés |
| | Bleu et blanc               | Centre Sionisme, libéralisme, national-libéralisme, libéralisme économique                                                                       | Benny Gantz         | 26,59 % des voix 33 députés |
| | Liste unifiée               | Ta'al : attrape-tout Nationalisme arabe, défense des Arabes israéliens, antisionisme                                                             | Ayman Odeh          | 12,67 % des voix 15 députés |
| Hadash : extrême gauche Marxisme-léninisme, pro-solution à deux États, non-sionisme                                                      | Liste unifiée               | | Ayman Odeh          | 12,67 % des voix 15 députés |
| Balad : gauche Nationalisme arabe, sécularisme, panarabisme, antisionisme                                                                | Liste unifiée               | | Ayman Odeh          | 12,67 % des voix 15 députés |
| | Shas                        | Centre à extrême droite Défense des ultraorthodoxes séfarades et mizrahim, populisme                                                             | Aryé Dery           | 7,69 % des voix 9 députés   |
| | Judaïsme unifié de la Torah | Droite Défense des ultraorthodoxes ashkénazes | Yaakov Litzman      | 5,98 % des voix 7 députés   |
| | Parti travailliste          | Centre gauche Socialisme, sionisme travailliste, pro-solution à deux États                                                                       | Merav Michaeli      | 5,83 % des voix 7 députés   |
| | Israel Beytenou             | Droite à extrême droite National-conservatisme, sionisme révisionniste, libéralisme économique, sécularisme                                      | Avigdor Liberman    | 5,74 % des voix 7 députés   |
| | Yamina                      | Droite à extrême droite Nationalisme, néosionisme, libéralisme économique                                                                        | Naftali Bennett     | 5,24 % des voix 6 députés   |
| | Yesh Atid                   | Centre Sionisme, libéralisme, libéralisme économique, sécularisme                                                                                | Yaïr Lapid          | Membre de Bleu et blanc     |
| | Nouvel Espoir               | Centre droit à droite National-libéralisme | Gideon Sa'ar        | Nouveau                     |
| | Parti sioniste religieux    | Parti sioniste religieux : Extrême droite Ultranationalisme, Sionisme religieux, conservatisme religieux, conservatisme social, pro-Grand Israël | Bezalel Smotrich    | Membre de Yamina            |
| Otzma Yehudit : Extrême droite Ultranationalisme, sionisme religieux, conservatisme religieux, pro-solution à un État et État halakhique | Parti sioniste religieux    | 0,42 % des voix 0 députés | Bezalel Smotrich    |                             |
| Noam : Extrême droite Ultranationalisme, sionisme religieux, conservatisme religieux et État halakhique                                  | Parti sioniste religieux    | Nouveau | Bezalel Smotrich    |                             |
| | Meretz                      | Gauche Social-démocratie, sionisme travailliste, sécularisme, écologie politique                                                                 | Nitzan Horowitz     | Allié au Parti travailliste |
| | Liste arabe unie            | Gauche radicale à droite Défense des arabes israéliens, islamisme                                                                                | Mansour Abbas       | Membre de la Liste unifiée  |
| | Nouveau Parti économique    | Centre gauche Anti-corruption, sécularisme | Yaron Zelekha       | Nouveau                     |

## Sondages
Les sondages israéliens ont pour particularité de fournir les résultats des différents partis directement en équivalents sièges lorsqu'ils se trouvent au-dessus du seuil électoral de 3,25 %. Dans le cas contraire, les prédictions de résultats sont donnés en pourcentages, ici retranscris en équivalent sièges à fin d'analyse, à raison d'un siège par tranche de 0,83 % (100/120). Le silence électoral prend effet à partir du vendredi précédant le scrutin.
Pour des raisons techniques, il est temporairement impossible d'afficher le graphique qui aurait dû être présenté ici.

## Campagne électorale

### Thèmes d'actualité
Dans le contexte des accords d'Abraham de normalisation diplomatique avec quatre pays arabes (Émirats arabes unis, Bahreïn, Maroc et Soudan), la campagne est marquée par un effort du Likoud et particulièrement de Benyamin Netanyahou pour obtenir le vote des citoyens arabes, contrairement aux campagnes électorales précédentes,. Il a ainsi visité un centre de vaccination anti-Covid dans une ville arabe le 31 décembre 2020.
Mais surtout c'est la lutte contre la COVID-19 telle que menée par le gouvernement qui devient un enjeu électoral. Netanyahou se prévaut du succès de la campagne de vaccination et est appuyé en cela par le PDG de Pfizer Albert Bourla. Courant mars, Israël se prévaut ainsi d'un taux de vaccination de plus de 60 % de sa population, l'un des plus élevés au monde. Ses rivaux déplorent le taux élevé de mortalité par habitant et notamment l'absence de mesures pour mieux confiner les quartiers ultra-orthodoxes densément peuplés que Netanyahou craindrait de s'aliéner.
En raison de la pandémie de Covid-19 en Israël, des mesures spéciales sont annoncées pour assurer un vote en toute sécurité sanitaire : il devrait être possible de voter au volant de sa voiture et des bureaux de vote spéciaux seront proposés aux malades et aux citoyens placés en quarantaine. Le nombre de bureaux de vote devrait être augmenté d’environ 30 % afin de réduire les foules ; il y aura deux isoloirs dans chaque bureau de vote pour accélérer le processus.

### Manifestations
Depuis la fin juin 2020, des manifestants se réunissent chaque samedi soir à Jérusalem et dans l’ensemble d’Israël pour des rassemblements contre le chef de gouvernement, inculpé pour corruption et critiqué pour les aides insuffisantes aux victimes de la crise économique causée par la pandémie. Le 20 mars 2021, dernier samedi avant les élections, une manifestation plus importante rassemble des milliers d'Israéliens devant la résidence officielle de Netanyahou.

### Nouveaux partis
La polarisation autour de Benjamin Nétanyahou s'est poursuivie. Gideon Sa'ar, figure de la droite du Likoud, décide de monter sa propre liste, « Nouvel espoir ». Avec « À droite » de Naftali Bennett, le Likoud est désormais concurrencé par deux formations de droite.
Ces deux prétendants à la succession de Nétanyahou ont pu attirer des électeurs « tout sauf Netanyahou » plutôt situés à gauche sur les questions économiques et sociales et favorables à une solution à deux États concernant la question palestinienne, mais souhaitant prioritairement changer de Premier ministre. Ainsi selon une étude, 53,1 % des électeurs d’Avigdor Liberman (extrême droite laïque), 44,3 % de ceux de Gideon Sa'ar (droite nationaliste, dissident du Likoud) et 23,1 % de ceux de Naftali Bennett (extrême droite nationaliste et religieuse) se déclarent favorables à la solution à deux États. Cependant, seuls 20,5 % des électeurs considèrent la question palestinienne comme importante.

## Résultats
|                           |                             |           |       |               |        |               |  |  |  |
| Parti                     | Parti                       | Voix      | %     | +/-           | Sièges | +/-           |  |  |  |
|                           | Likoud                      | 1 066 892 | 24,19 | 5,27          | 30     | 7             |  |  |  |
|                           | Yesh Atid                   | 614 112   | 13,93 | -             | 17     | 4             |  |  |  |
|                           | Shas                        | 316 008   | 7,17  | 0,52          | 9      | en stagnation |  |  |  |
|                           | Bleu et blanc               | 292 257   | 6,63  | 19,96         | 8      | 7             |  |  |  |
|                           | Yamina                      | 273 836   | 6,21  | 0,97          | 7      | 4             |  |  |  |
|                           | Parti travailliste          | 268 767   | 6,09  | -             | 7      | 4             |  |  |  |
|                           | Judaïsme unifié de la Torah | 248 391   | 5,63  | 0,35          | 7      | en stagnation |  |  |  |
|                           | Israel Beytenou             | 248 370   | 5,63  | 0,11          | 7      | en stagnation |  |  |  |
|                           | Parti sioniste religieux    | 225 641   | 5,12  | -             | 6      | 4             |  |  |  |
|                           | Liste unifiée               | 212 583   | 4,82  | 7,85          | 6      | 5             |  |  |  |
|                           | Nouvel Espoir               | 209 161   | 4,74  | Nv            | 6      | 6             |  |  |  |
|                           | Meretz                      | 202 218   | 4,59  | -             | 6      | 3             |  |  |  |
|                           | Liste arabe unie            | 167 064   | 3,79  | -             | 4      | en stagnation |  |  |  |
|                           | Nouveau Parti économique    | 34 883    | 0,79  | Nv            | 0      | en stagnation |  |  |  |
|                           | Parti rapeh                 | 17 346    | 0,39  | Nv            | 0      | en stagnation |  |  |  |
|                           | Parti pirate                | 1 309     | 0,03  | en stagnation | 0      | en stagnation |  |  |  |
|                           | Toi et moi                  | 1 291     | 0,03  | Nv            | 0      | en stagnation |  |  |  |
|                           | Espoir pour le changement   | 1 189     | 0,03  | Nv            | 0      | en stagnation |  |  |  |
|                           | Bang social - retraités     | 811       | 0,02  | Nv            | 0      | en stagnation |  |  |  |
|                           | Mishpat Tzedek              | 729       | 0,02  | Nv            | 0      | en stagnation |  |  |  |
|                           | Tsomet                      | 663       | 0,02  | Nv            | 0      | en stagnation |  |  |  |
|                           | Une nation                  | 592       | 0,01  | -             | 0      | en stagnation |  |  |  |
|                           | Nouvel Ordre                | 514       | 0,01  | en stagnation | 0      | en stagnation |  |  |  |
|                           | Kama                        | 486       | 0,01  | en stagnation | 0      | en stagnation |  |  |  |
|                           | L'impossible - possible     | 463       | 0,01  | Nv            | 0      | en stagnation |  |  |  |
|                           | Cœur juif                   | 443       | 0,01  | Nv            | 0      | en stagnation |  |  |  |
|                           | Atzmeinu                    | 441       | 0,01  | Nv            | 0      | en stagnation |  |  |  |
|                           | Bloc biblique               | 429       | 0,01  | en stagnation | 0      | en stagnation |  |  |  |
|                           | Nouveau monde               | 429       | 0,01  | Nv            | 0      | en stagnation |  |  |  |
|                           | Alliance commune            | 408       | 0,01  | Nv            | 0      | en stagnation |  |  |  |
|                           | Les Israéliens              | 395       | 0,01  | Nv            | 0      | en stagnation |  |  |  |
|                           | Shama                       | 395       | 0,01  | Nv            | 0      | en stagnation |  |  |  |
|                           | Da'am                       | 385       | 0,01  | -             | 0      | en stagnation |  |  |  |
|                           | Direction sociale           | 256       | 0,01  | en stagnation | 0      | en stagnation |  |  |  |
|                           | Ma'an                       | 253       | 0,01  | Nv            | 0      | en stagnation |  |  |  |
|                           | Hetz                        | 226       | 0,01  | Nv            | 0      | en stagnation |  |  |  |
|                           | Nous                        | 220       | 0,00  | Nv            | 0      | en stagnation |  |  |  |
|                           | Dignité humaine             | 196       | 0,00  | en stagnation | 0      | en stagnation |  |  |  |
|                           |                             |           |       |               |        |               |  |  |  |
| Suffrages exprimés        | Suffrages exprimés          | 4 410 052 | 99,41 |               |        |               |  |  |  |
| Votes blancs et invalides | Votes blancs et invalides   | 26 313    | 0,59  |               |        |               |  |  |  |
| Total                     | Total                       | 4 436 365 | 100   | –             | 120    | en stagnation |  |  |  |
| Abstentions               | Abstentions                 | 2 141 719 | 32,56 |               |        |               |  |  |  |
| Inscrits / Participation  | Inscrits / Participation    | 6 578 084 | 67,44 |               |        |               |  |  |  |

## Analyse

### Sociologie
Les efforts du Likoud pour rallier le soutien des citoyens arabes lui permettent d'augmenter ses résultats dans les communautés arabes quatre voire huit fois par rapport au scrutin du mois de mars 2020. Ce soutien même s’il s’est multiplié, reste en fin de compte minuscule au sein de ces communautés. Le Likoud progresse ainsi de 1 à 4 % dans la ville arabe de Nazareth. L’évolution du « secteur arabe » dans son comportement électoral est surtout marqué par une abstention plus forte que dans le reste du pays, ce qui aboutit à la perte de cinq sièges par les partis arabes sur les 15 réunis par la Liste unifiée l'année précédente. Au second plan, la scission de Ra'am de la Liste unifiée abouti à la montée de ce parti islamiste dont le chef, Mansour Abbas, se dit prêt à travailler avec le Likoud sur certaines questions.

### Tractations post-électorales

#### État des forces
Un minimum de 61 recommandations auprès du président est nécessaire pour qu'un candidat au poste de Premier ministre soit chargé de constituer un cabinet — qui doit lui-même recevoir au moins 61 voix. Les partis recommandant un candidat ne sont pas nécessairement ceux gouvernant ensuite.
Pour la quatrième fois en 24 mois, le bloc du Premier ministre Benjamin Nétanyahou — composé du parti Likoud, de Shas et de Judaïsme unifié de la Torah — échoue à obtenir une majorité, sans qu'une alternative ne paraisse possible, l'opposition étant trop hétéroclite. Cette dernière va des partis arabes et pacifistes (Meretz et Parti travailliste), à d'anciens partis de l'aile droite du Likoud dont les dirigeants aspirent à succéder à Nétanyahou (Nouvel Espoir de Gideon Sa'ar et Yamina de Naftali Bennett). La rupture entre les partis orthodoxes et le sionisme laïc d'Israel Beytenou d'Avigdor Liberman s'accentue,, ce qui limite encore plus les chances de coalitions inédites.
Cette division jugée insurmontable a amené la presse à évoquer un cinquième scrutin.
| LAU              | LU                 | Meretz                             | Trav.                              | Yesh Atid                          | B&B                                | IB                                        | NE                                        | Yamina                                    | Likoud                                    | PSR                                       | Shas               | JUT                |
| Abbas            | Odeh               | Horowitz                           | Michaeli                           | Lapid                              | Gantz                              | Liberman                                  | Sa'ar                                     | Bennett                                   | Nétanyahou                                | Smotrich                                  | Dery               | Gafni              |
| 4                | 6                  | 6                                  | 7                                  | 17                                 | 8                                  | 7                                         | 6                                         | 7                                         | 30                                        | 6                                         | 9                  | 7                  |
| Partis arabes 10 | Partis arabes 10   | Gauche, centre-gauche et centre 38 | Gauche, centre-gauche et centre 38 | Gauche, centre-gauche et centre 38 | Gauche, centre-gauche et centre 38 | Centre-droit, droite et extrême-droite 56 | Centre-droit, droite et extrême-droite 56 | Centre-droit, droite et extrême-droite 56 | Centre-droit, droite et extrême-droite 56 | Centre-droit, droite et extrême-droite 56 | Orthodoxes 16      | Orthodoxes 16      |
| 4                | Anti-Nétanyahou 57 | Anti-Nétanyahou 57                 | Anti-Nétanyahou 57                 | Anti-Nétanyahou 57                 | Anti-Nétanyahou 57                 | Anti-Nétanyahou 57                        | Anti-Nétanyahou 57                        | 7                                         | Bloc Nétanyahou 52                        | Bloc Nétanyahou 52                        | Bloc Nétanyahou 52 | Bloc Nétanyahou 52 |

Selon la loi fondamentale amendée en 2020 à la suite de l'accord de coalition du Gouvernement Netanyahou V, la rotation du poste de Premier ministre est automatique en cas d'accord en ce sens. Par conséquent, si aucun autre gouvernement n'est investi d'ici le 17 novembre 2021, Benny Gantz doit succéder à Benjamin Netanyahou.
Benyamin Netanyahou est jugé susceptible de se maintenir en cas de conclusion d'un accord avec le parti Nouvelle Droite de Naftali Bennett, qui demande en retour une fusion de son parti avec le Likoud en vue de lui succéder plus tard. Le Premier ministre sortant devrait ensuite s'allier à un autre parti tel que celui de Sa'ar, malgré ses promesses de campagne réitérées après l'élection, ou d'Abbas, malgré les béances idéologiques,.
Yaïr Lapid, chef du premier parti d'opposition, ne peut être recommandé qu'en ménageant à la fois des partis très défavorables et très favorables aux colonies. La formation ultérieure d'un gouvernement impliquant une coalition cohérente, il pourrait se trouver devant la même impasse que Gantz après les élections de septembre 2019.
La 24e Knesset doit procéder d'ici l'été à l'élection d'un nouveau président pour un mandat de sept ans, ce qui peut jouer dans les tractations.
Au 1er avril, il apparaît que les choix de Mansour Abbas dirigeant du parti arabe Ra'am seront déterminants pour la nomination du Premier ministre mais celui-ci ne prend à cette date aucune position partisane.

#### Tentative échouée de Netanyahou de former un gouvernement
Netanyahou est chargé de former un gouvernement le 6 avril. Il échoue à constituer une nouvelle équipe, après avoir essuyé le refus de Yamina, dont il a proposé au chef de devenir Premier ministre durant la première année, de rejoindre le bloc de droite.

#### Accord de gouvernement de Bloc du changement
Le 5 mai, le président Reuven Rivlin confie à Yaïr Lapid le mandat pour former une coalition. Lapid a 28 jours pour y parvenir, soit jusqu'au 2 juin. Peu avant, le Bloc de droite avait appelé le président à confier à la Knesset la tâche de désigner le candidat au poste de Premier ministre.
Le 30 mai, Bennett annonce soutenir les efforts pour former un gouvernement qu'il dirigera avec Lapid. Celui-ci reçoit également le soutien des partis de Saar et Liebermann, des travaillistes et du Meretz, ainsi que de Bleu et Blanc. Pour obtenir la majorité des députés, le gouvernement doit encore avoir le soutien de députés arabes israéliens. Le 2 juin peu avant minuit, Lapid annonce avoir réussi à former une coalition. Bennett doit être Premier ministre durant les deux premières années, avant que Lapid, qui sera entretemps Premier ministre par alternance et ministre des Affaires étrangères, ne lui succède jusqu'au terme de la législature en 2025. Le gouvernement Lapid-Bennett doit encore être approuvé par un vote de la Knesset, qui aura lieu le 13 juin.
Le Likoud a tenté en vain d'invalider un gouvernement dirigé par Bennett, arguant que c'est le formateur désigné par le président qui doit diriger le gouvernement, objection rejetée par la présidence.
Selon The Times of Israel, les accords avec les différents partis prévoient que : 
- Naftali Bennett occupera le poste de Premier ministre jusqu’en août 2023, lorsque Lapid lui succédera jusqu’à la fin du mandat de la Knesset en novembre 2025,
- Yaïr Lapid sera ministre des Affaires étrangères au cours des deux premières années du gouvernement,
- Benny Gantz restera ministre de la Défense,
- Avigdor Liberman occupera le poste de ministre des Finances.
- Gideon Sa'ar de Tikva Hadasha sera ministre de la Justice,
- Ayelet Shaked de Yamina sera ministre de l’Intérieur,
- Merav Michaeli, du Parti travailliste, sera ministre des transports et son collègue du parti Omer Barlev sera ministre de la Sécurité publique,
- Nitzan Horowitz du Meretz sera ministre de la Santé, et sa collègue Tamar Zandberg sera ministre de la Protection de l’environnement.

Les accords précisent aussi le nombre de ministres par parti.
L’accord entre Yesh Atid et Ra'am prévoit un poste de vice-ministre au bureau du Premier ministre, la présidence de la commission de l’Intérieur de la Knesset, une vice-présidence de la Knesset et la présidence de la commission des Affaires arabes pour le parti Ra'am. Cet accord vise également à réduire les écarts dans la société arabe, druze, circassienne et bédouine grâce à un plan de dépenses quinquennal de 30 milliards de shekels jusqu’en 2026 et prévoit un plan quinquennal de lutte contre la criminalité au budget de 2,5 milliards de shekels  et un autre plan de 20 milliards de shekels pour les infrastructures de transport dans les communautés arabes. Trois communautés bédouines du sud devront être officiellement reconnues dans les 45 jours suivant la prestation de serment du gouvernement.
Le 11 juin, dans une ultime tentative d'empêcher la formation du gouvernement Lapid-Bennett et de reformer son alliance avec Bleu et blanc, Netanyahou propose à Benny Gantz de démissionner immédiatement et que celui-ci soit Premier ministre pendant trois années.
Le 13 juin, la Knesset investit Naftali Bennett comme Premier ministre après un vote de confiance : 60 députés ont voté pour la nouvelle coalition et 59 s'y sont opposés,.